# 長野県立野沢北高等学校
もしかして
- 長野県野沢北高等学校

ではありませんか？